# Ostpontisches Gebirge
Das Ostpontische Gebirge (türkisch Doğu Karadeniz Dağları) ist das östliche Drittel des Pontischen Gebirges im Nordosten der Türkei. Von dem insgesamt etwa 1000 km langen pontischen Gebirgszug, der den gesamten Norden Kleinasiens parallel zum Schwarzen Meer durchzieht, ist dieses fast 400 km lange Küstengebirge der höchste und geografisch vielfältigste Teil. Es erstreckt sich mit seinen Parallelketten noch etwa 150 km ins Landesinnere. Die Flusstäler von Melet Çayı im Westen und Çoruh im Osten begrenzen das Gebirge. Wichtige Gebirgszüge sind: Giresun-Gebirge, Gümüşhane-Gebirge, Zigana-Gebirge, Trabzon-Gebirge und das Kaskar-Gebirge (Kaçkar Dağları).
Die Höhen der größten Gipfel liegen zwischen 3000 und 3900 Meter, womit sie fast doppelt so hoch wie die westlicheren pontischen Bergketten sind. An der Grenze zu Georgien endet das Küstengebirge bei Batumi relativ unvermittelt, während es sich nach Südosten im benachbarten Ararat-Bergland von Armenien (3000–5600 m) und jenseits der türkischen Ostgrenze im Kleinen Kaukasus fortsetzt.

## Geografie und Wirtschaft
Zwischen dem Schwarzen Meer und dem Ostpontischen Gebirge liegt nur ein wenige Kilometer schmaler Küstenstreifen; 15–20 Kilometer landeinwärts ragen bereits die ersten Dreitausender auf. Damit zählt das Gebiet, das den Ostteil der türkischen Schwarzmeerregion ausmacht, zu den steilsten Gebirgslandschaften der Welt. Die einzelnen Bergketten verlaufen meist in ost-westlicher Richtung und erreichen im Kaçkar Dağı die höchste Erhebung mit 3932 m (siehe Bild). Der Berg ist nur etwa 70 km von der Grenze zu Georgien entfernt und vom flachen Umfeld der dortigen Hafenstadt Batumi gut zu sehen.
Landeinwärts wird das Gebirge von einer ausgedehnten tektonischen Längstalfurche geprägt, in der die Flüsse Kelkit und Çoruh nach Westen bzw. nach Osten fließen und erst im Unterlauf zum Schwarzen Meer durchbrechen. Der Pass zwischen den zwei Längstälern ist 2200 m hoch und liegt am Südhang des Çakırgöl Dağı (3082 m). Etwas weiter südöstlich – bei Erzurum – entspringt auch der Karasu, der sich aber im Gegensatz zu Coruh und Kelkit nach Süden zum Euphrat wendet. Im äußersten Osten des Gebirges, in der türkischen Nordostprovinz Kars, entspringt die Kura, die im weiteren Verlauf zum wichtigsten Fluss von Georgien und Aserbaidschan wird. Das ostpontische Gebirge ist somit trotz seiner relativen Kürze die Wasserscheide zwischen insgesamt drei Meeren (Schwarzes und Kaspisches Meer sowie Persischer Golf).
Die nordwestlichen Winde bewirken starke Steigungsregen und haben auf den Berghängen zu üppiger Vegetation und dichter Bewaldung geführt, während weiter im Landesinneren eine Art Steppen-Klima mit Hartlaubgewächsen vorherrscht. Nahe der Küste liegen die wichtigsten Reis-Anbaugebiete der Türkei.

## Geologie
Das Gebirge gehört zur erdgeschichtlich relativ jungen alpidischen Gebirgsfaltung, die von Iberien über die Alpen bis zum Kaukasus, den persisch-pakistanischen Hochgebirgen und dem Himalaya verläuft. Der Name Pontos kommt vom altgriechischen Wort für Meer und speziell das Schwarze Meer (Pontos Euxeinos), bzw. von der Landschaft Pontos.
In der Geomorphologie wird das Ostpontische Gebirge auch Nordostanatolisches Randgebirge genannt. Es wird infolge seines geringen Alters relativ häufig von Erdbeben betroffen. Seine rein alpidische Gebirgsbildung unterscheidet es von den westpontischen Gebirgszügen, die nicht nur wesentlich niedriger sind, sondern teilweise auch die übrig gebliebenen Rumpfflächen des sehr alten Variszikums darstellen. Demgegenüber dürfte das Ostpontische Gebirge früher eine vulkanisch entstandene Inselkette gewesen sein, bevor sich der heutige Meeresgrund des Schwarzen Meeres in situ von kontinentaler zu ozeanischer Erdkruste umwandelte.
An Lagerstätten sind unter anderem Buntmetalle anzuführen, die mit sauren Vulkaniten zusammenhängen. Auch Kupfererze in porphyrisch geprägter Umgebung sind zu erwähnen, allerdings etwas weniger ergiebig. Große Kohle-Vorkommen wie in der 500 km westlicheren Provinz Zonguldak gibt es allerdings keine. Neben bescheidener Industrie ist unter anderem die Forstwirtschaft von Bedeutung, sowie agrarische Exportprodukte wie Tee, Tabak und die pontischen Haselnüsse.